# Scleria secans
Scleria secans är en halvgräsart som först beskrevs av Carl von Linné, och fick sitt nu gällande namn av Ignatz Urban. Scleria secans ingår i släktet Scleria och familjen halvgräs. Inga underarter finns listade i Catalogue of Life.